# فنگوئنه
فنگوئنه شهری در شهرستان ناسره در استان بام در بورکینافاسوی شمالی است و جمعیت آن ۳۱۳ نفر است.